# Dosieranlage

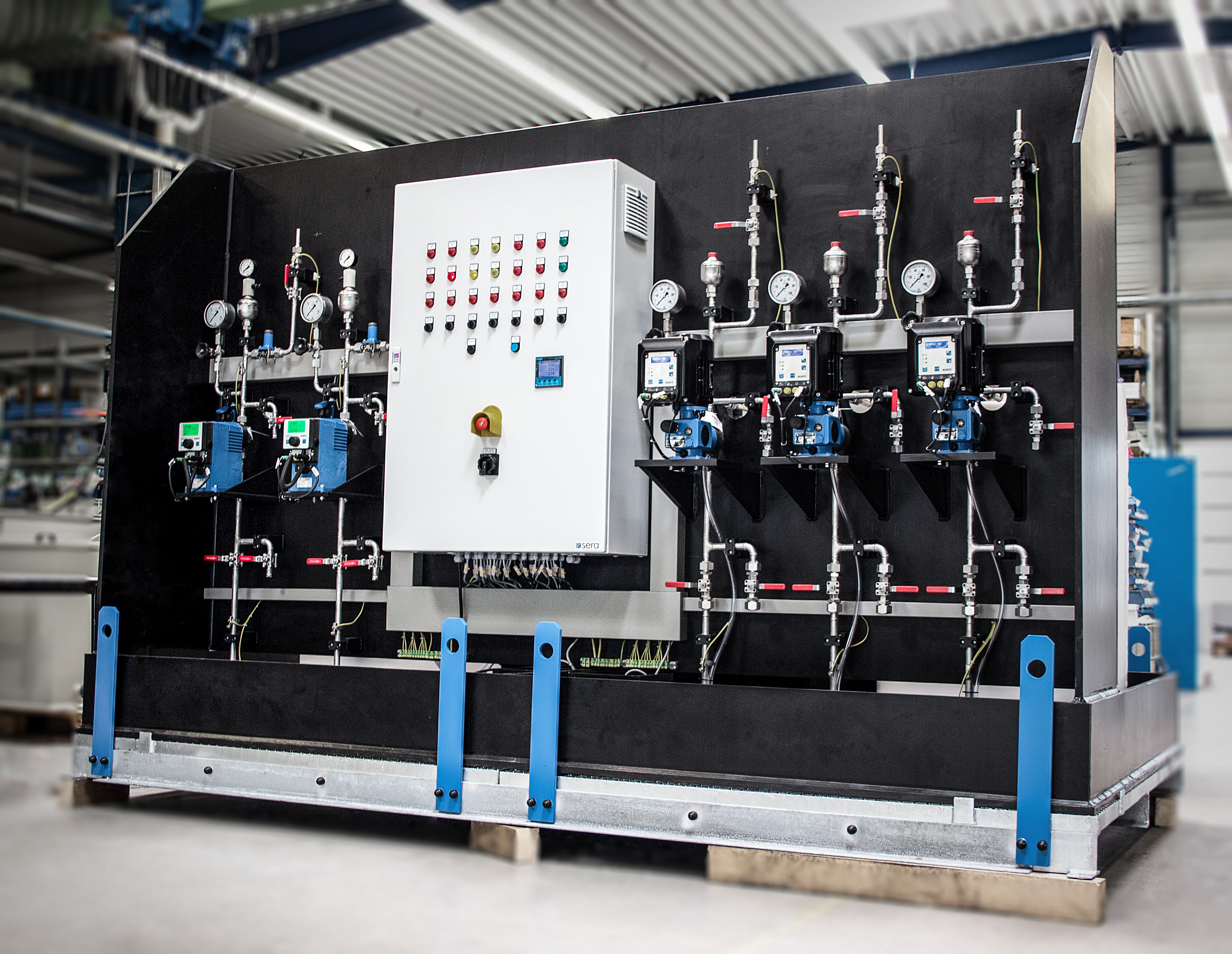
Kundenspezifische Dosieranlage zur Dosierung von Natronlauge in Kesselspeisewasser

Eine Dosieranlage ist eine Anlage zur Bereitstellung von Feststoffen, Flüssigkeiten oder Gasen in einer vorgegebenen Menge. Die Bereitstellung erfolgt diskontinuierlich, nach Anforderung, oder kontinuierlich über einen bestimmten Zeitraum. Darüber hinaus können mit Dosieranlagen Gemische aus unterschiedlichen Stoffen und bestimmten Mischungsverhältnissen zur Verfügung gestellt werden.

## Funktionsweise
Dosieranlagen beinhalten mindestens ein Dosierorgan, welches einen Stofffluss zulässt oder unterbricht, oder selbst einen Stofffluss erzeugt.
Dosierorgane können sein:
- Absperrarmaturen
- Zellenradschleusen
- Pumpen
- Schneckenförderer

Voraussetzung ist die ausreichende Verfügbarkeit des zu dosierenden Stoffes. Dies kann entweder durch ein vor dem Dosierorgan angeordneter Vorlagebehälter oder durch angeschlossene Leitungssysteme erreicht werden. Vorlagebehälter können direkter Bestandteil einer Dosieranlage sein.
Beispiele für Dosieranlagen sind:
- Vergussanlagen
- Membrandosierpumpen
- Flockungshilfsmittel-Aufbereitungsanlagen